# Dana Lynn
Dana Lynn est un groupe de rock indépendant américain, fondé à la fin des années 1980, qui changea de nom pour Chokebore en 1993.

## Courte biographie
Dana Lynn est un groupe originaire d'Honolulu à Hawaii. C'est en fait la première dénomination de Chokebore, nom sous lequel ce groupe sortira la totalité de ses albums.
Le nom Dana Lynn provient du nom de scène d'une actrice pornographique américaine. Dana Lynn n'a enregistré qu'un single 45 tours intitulé Circle pour le petit label indépendant Dionysus Records, mais a aussi auto-produit un 45 tours quatre titres connu sous le nom de Guns (car la pochette est illustrée de photos de pistolets anciens).
Pour plus d'informations sur ce groupe, voir l'article Chokebore.

## Membres
- Troy Balthazar : chant, guitare
- James Kroll, alias A. Frank G. : guitare basse
- Jonathan Kroll : guitare
- Johnee Kop, alias Jungle Boy : batterie

James Kroll et Jonathan Kroll sont frères.

## Discographie
- cassette démo (1989)
- Circle, (Dionysus Records, 1991)
- Guns, (auto-produit)

L'année de sortie de Guns n'est pas connue avec précision. On sait toutefois qu'il est postérieur à Circle et antérieur à Nobody / Throats to Hit, premier enregistrement effectué sous le nom Chokebore, donc sorti entre 1991 et 1993.
Une chanson de Dana Lynn, Line Crush, est disponible aussi sur la compilation Explicit Sk8rok Volume 10. À noter que cette chanson se retrouvera, sous le même titre, sur Motionless, le premier album de Chokebore.